# Castelli (Chubut)
Castelli es un barrio comodorense del Departamento Escalante, en la Provincia del Chubut. Está localizado en la «Zona Norte» del aglomerado de Comodoro Rivadavia, perteneciendo al municipio homónimo.
Aunque nació como un yacimiento, luego como un campamento petrolero independiente; fue alcanzado por la expansión de Comodoro. No obstante su tratamiento es de localidad, especial por estar distanciado del centro del aglomerado urbano en varios kilómetros.

## Toponimia
Homenajea al prócer argentino Juan José Castelli de gran importancia en la historia Argentina por su actuación durante la Revolución de Mayo. El rol que jugó le llevó a ser conocido como el orador de Mayo, se caracterizó junto a Mariano Moreno por su enérgico apoyo a la Revolución.

## Historia
Los antiguos campamentos petroleros se reconocían por el número de su pozo y tenían una alta población de trabajadores extranjeros. En los años siguientes, por mandato de Nación, se determinó imponerles nombres de próceres argentinos. Esto tenía el propósito de afianzar la nacionalidad y rescatar los valores patrios.
Este barrio era conocido como Campamento 128, pero se le impuso el nombre de Castelli. 
Cuando inició el proceso de municipalización a fines de los años 60 y principio de los años 70 fue constituido como barrio de Comodoro Rivadavia. 
Durante la gestión de Ángel Llamazares como presidente de la asociación vecinal se solicitó al municipio el busto de Castelli que fue emplazado en la antigua quinta de acceso a barrio, hoy denominada parque recreativo “El Edén”.

## Población
Contó con 351 habitantes (Indec, 2001), integra el aglomerado urbano Comodoro Rivadavia - Rada Tilly

## Urbanismo
El barrio está casi aislado solo limita con el barrio Rodríguez Peña hacia el norte. Con este barrio está unido. La unión es tal que la municipalidad trata a ambos como un solo barrio en varios informes.
En tanto hacia el este esta Presidente Ortiz del que dista a muy poca distancia. Hacia el sur se halla muy próximo el barrio 25 de Mayo.
Las principales calles en el interior del barrio son: Lucio V. Mansilla y Calle Vicente Calderón. Mientras que avenida Libertador General San Martín (Ruta nacional 3) dividen en dos al barrio en un sector cercano a Presidente Ortiz conocido como Castelli Este y otro más cercano a Rodríguez Peña conocido como Castelli, ya que aquí nació la localidad. Por último la parte norte barrio es recorrida por el arroyo Belgrano

### Infraestructura comunitaria
Los edificios más importantes del barrio son:

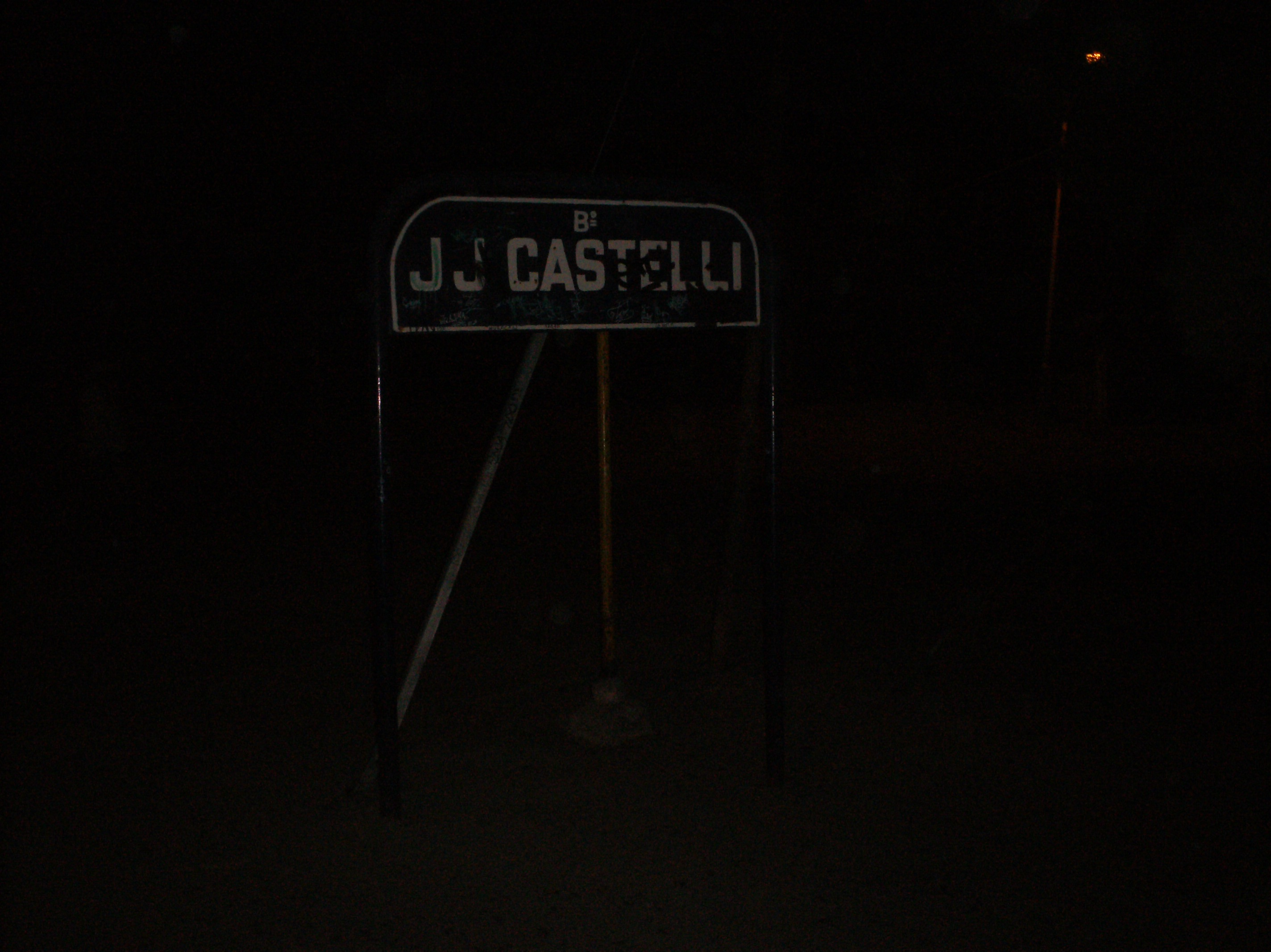
Vista del letrero de entrada del barrio comodorense en horas nocturnas.

- Centros de Salud Castelli

Virgen de Lourdes s/n.
- Asociación Vecinal Barrio Castelli

Mariano Rodríguez s/n. 